# 真野町

佐渡島における平成の大合併の地図。

真野町（まのまち）は、かつて新潟県佐渡郡におかれていた町。佐和田町への通勤率は15.2%（平成12年国勢調査）。町域には、かつて佐渡国の国府が置かれていた。2004年3月1日に、合併して佐渡市の一部になった。

## 地理
町の北部は国中平野の南端にあたり、北西の境を国府川が流れた。
町域の大部分は、緩やかな小佐渡丘陵とその裾野の傾斜地、海岸沿いの細い平地であった。海岸沿いの道にある新町が、中心街であった。傾斜地は田や畑に利用された。
西には真野湾に接する。湾沿いの北の浜を長石浜、南の浜を越の長浜といい、海水浴場として利用された。さらに南の海岸は山が迫って岩がちとなった。
- 山: 経塚山
- 河川: 国府川、竹田川、真野川、小川内川、西三川川
- 湖沼・ダム: 竹田川ダム

### 隣接していた自治体
- 佐和田町、金井町、畑野町、羽茂町、赤泊村（以上すべて現在は佐渡市の一部）

## 歴史
- 古代には佐渡国の国府がおかれていた。
- 1889年（明治22年）4月1日
  - 雑太郡真野村、吉岡村、名古屋村、国分寺村、大川村、竹田村、阿仏坊村 が合併して、真野村になった。
  - 金丸村、四日市村、長石村 が合併して、金丸村になった。
  - 豊田村、滝脇村、背合村 が合併して、恋ヶ浦村になった。
  - 下黒山村、静平村、上川茂村、下川茂村、外山村が合併して、川茂村になった。
- 1896年（明治29年）4月1日 - 郡の統合により佐渡郡に所属[2]。
- 1901年（明治34年）11月1日 – 真野村、金丸村、新町、恋ヶ浦村と、川茂村のうち下黒川と静平が合併して、真野村になった。
- 1948年（昭和23年）8月1日 - 西三川村大字大小字大須の一部を編入[3]。
- 1951年（昭和26年）1月1日 – 町制施行し真野町となる[4]。
- 1955年（昭和30年）3月31日 – 西三川村の一部と合併し、真野町を新設。
- 2004年（平成16年）3月1日 – 両津市、相川町、佐和田町、金井町、新穂村、畑野町、真野町、小木町、羽茂町、赤泊村が合併して、佐渡市になった。

## 行政

### 町長
髙野宏一郎（2000年2月～2004年2月、1期）（2004年4月18日- 2012年4月17日　佐渡市長、2期）

## 経済

### 産業
農業は水稲が中心で、他に野菜、果樹、大豆などが作られた。

## 姉妹都市・提携都市
- 国分寺市（東京都） – 1989年4月1日姉妹都市提携

## 教育
- 真野中学校
- 真野小学校
- 西三川小学校（合併後の2009年度末に閉校[5]）
- 西三川小笹川分校（合併後の2009年度末に閉校[5]）

## 交通

### 道路
国道350号が海岸沿いに南北に走っていた。
- 国道
  - 国道350号
- 主要地方道
  - 新潟県道65号両津真野赤泊線

## 名所・旧跡・観光スポット・祭事・催事
- 妙宣寺の五重塔（国の重要文化財）
- 佐渡国分寺跡
- （現）国分寺 薬師如来像
- 梨ノ木地蔵
- 真野宮、真野御陵 – 順徳上皇の宮と墓
- 佐渡歴史伝説館
- 大須銀山坑道跡
- 西三川ゴールドパーク

## 出身有名人
- 有田八郎 – 外交官、政治家
- 佐渡ヶ嶋林蔵 – 力士
- 司馬凌海
- 中川健藏 – 台湾総督（1932 – 1936年）
- 松井誠 - 弁護士、衆議院議員、参議院議員